# 정유진 (바둑 기사)
정유진 (鄭有珍, 2006년 2월 18일 ~ )은 대한민국의 프로 바둑기사이다. 2019년 12월 18일 한국기원이 주최한 제52회 여자입단대회에서 우승하여, 최연소 여자 프로 바둑기사가 되었다. 인공지능에 따르면 '실리형' 기풍이라고 한다.

## 경력
서울 출신으로 7살 시절부터 바둑을 좋아하여 집 근처 바둑 학원에 다녔다던 정유진은 초등학교 5학년부터 한종진바둑도장에 들어가 활동하였다. 2019년에는 6월에는 중국을조리그에 아마추어 선수 신분으로 참가하였으며, 같은 해 12월 18일에는 한국기원이 주최한 제52회 여자입단대회에서 김은지, 유주현을 상대로 승리하고 프로로 입단하였다. 2021년 2단으로 승단했다.
2022년 제2기 IBK기업은행배 여자바둑 마스터스 결승3번기 2국에서 박태희 3단에게 불계승을 거두며 종합전적 2-0으로 우승했고, 3단으로 승단했다.